# Edward Wiktor Leo
Edward Wiktor Leo (ur. 9 stycznia 1828 w Warszawie, zm. 22 lipca 1901 w Sosnówce pod Warszawą) – polski prawnik i dziennikarz żydowskiego pochodzenia.
Urodził się jako syn lekarza Leopolda Augusta i Julianny Levy-Lion (1801–1861) w rodzinie, która przeszła na luteranizm. Ukończył studia prawnicze, lecz nie wiadomo, na której uczelni. Był adwokatem i w ramach praktyki występował jako obrońca przed Warszawskimi Departamentami Rządzącego Senatu. Był radcą prawnym i doradzał Towarzystwu Drogi Żelaznej Warszawsko-Łódzkiej. W latach 1874–1897  był  redaktorem Gazety Polskiej.
Był dwukrotnie żonaty, po raz pierwszy z Pauliną Brunner (1836–1863), a po raz drugi ze Stefanią Zielińską (1841–1890). Z pierwszego małżeństwa miał czworo dzieci: Aleksandrynę Klementynę Wertheim (ur. 1857), Stefanię Julię (ur. 1860), Annę (żonę Józefa Lipińskiego) (zm. 1945, literatkę) i Edwarda Paulina (1862–1889, chemika). Z drugiego małżeństwa miał trzy córki: Marię Anielę (1865–1872), Barbarę Helenę (1869–1935) i Karolinę (1871–1915).
Pochowany w  Warszawie na Starych Powązkach. Pierwsza żona i syn Edward spoczywają na cmentarzu ewangelicko-augsburskim w Warszawie.